# 十成節
十成節，又稱重十節，十月節、食新米節、豐收節、慶豐節、雙十節，流行於中國南方部份地區、越南、日本中部地方、關東地方和東北地方南部，是漢族部份地區和族群（如部份地區的閩南人、客家人、潮汕人）、壯族、彝族、哈尼族、京族、苗族、大和族等民族慶祝豐收的的传统节日，人們認為十月初十代表十全十美，是收秋之后最完满的一天，因此在這天感謝土地的恩惠，时间在农历十月初十前後（有的为初七、初十、十一、十二、十三、十五等），主要是庆祝一年的丰收，並祭祀豐收之神（如神農氏等農業神）。主要的供品和食品是由稻米製成的，如米飯、糍粑等。。

## 習俗

### 漢族
在廣西南寧吳圩鎮周村，十成節具有上千年的歷史，是當地最主要的節日之一。每年的丰收节，在外地工作的子女都必须回老家过节，包括出嫁的女儿也要带着老公和小孩一起回来，和娘家人团聚。这一天早晨，家家户户都要做糍粑，用来送给客人，中午大家一边聚餐，一边谈论今年丰收的景象，晚上，青年男女还可以通宵达旦的狂欢，并进行山歌对唱。而在西乡塘区双定镇也有慶祝豐收節，會擺宴席慶祝。田陽縣田州鎮秣馬屯除了聚會用餐、拜祭豐收神外，還有舞獅、過花橋等習俗，過花橋是在花橋下走過，祈求未来的生活像鲜花一样越过越美好。在來賓市江州區新和鎮通康屯，家家戶戶都會做油糍、白糍，歡迎客人到來歡聚，並會設筵席款待。晚上青年男女也會對唱山歌。崇左市龍州縣、百色市平果縣也有在十成節慶豐收。在桂林陽朔普益鄉留公村也在十成節慶豐收，這是稻穀成熟、瓜果飄香，所以村民稱這節日為十月香。他們會拜祭供奉在村內古廟雙岐宮內的周文王和周武王慶豐收，又有舞龍、舞獅、戲曲、秧歌等傳統習俗，還有有武道師戴上面具跳儺舞。村民們會殺雞宰鴨，買酒肉慶祝。
广东梅州市五华县的梅林镇优河村把十成節定在十月十三，人們會拜祭豐收神五穀爺，有人說五穀爺就是神農氏，也有人說是當地曾有一位地方官因為政績顯著，人們豐衣足食，於是尊稱他為先農聖帝、先農王，而十月十三是他的死忌。節慶活動在前兩天已經開始，人們先把五穀爺神像從廟裡請出，移到空曠地方，方便人們參拜。正誕當日則有五穀爺巡境，並有走古事。油田的豐收節在十月十日，其中下油田村除了有舞龍、舞獅外，還有上刀山的習俗，村民會赤腳板攀登用鋒利的刀子架成的長梯，這天也是祭祀謝聖仙娘的日子，除了慶豐收還有紀念當地民間信仰的人物神，本名謝二，又稱謝二妹的謝聖仙娘。棉洋镇平安村的豐收節暨謝聖仙娘祭則有坐刀轿、走古事等習俗。而肇庆大集縣扶溪村的石氏宗族的重十節又稱「太公節」，除了慶豐收外，還是紀念開基祖石高德從附近的上石村遷來的日子，村民會去上石村把祖先的红木雕像请回村里的祠堂拜祭，然后相互串门赴宴。他們會用新米煮成饭以及杀鸡宰鸭祭祀祖先。祭祀完就邀请亲朋好友过来做客，若亲朋们没空，他们还会自行送祭品過去。
福建泉州、漳州會在十月十五左右舉行謝平安祭典，感謝玉皇上帝、三官大帝與本境境主（主神）村莊廟宇內奉祀的神靈，但日期隨順各地的慣例，也有八、九月就開始的。水手們則在十月十日左右祭拜水仙王，祈求行船平安。
在潮汕地區，十成節定於十月十五，人們會在那天祭拜五穀爺。當日家家不能煮生米，農民會用米筒裝滿白米，貼一圈紅紙當作五穀神位祭拜。潮陽人則把神農像挂在神座上供奉。農民會用米粉、花生、油麻、黃豆等合製成各種象形的粿品如穀穗、尖擔粿、穀籮稞等，同三牲祭品擺在香案上敬拜。
浙江衢州江山市四都鎮也有慶祝十成節，當地稱為麻糍節。

### 壯族
壯族把這個節日稱為稻田糍粑（Ciznaz或Ceiznaz）又音譯為撒那节，或稱洗鐮刀糍粑（Cilangxdeb），音譯為糍浪叠，又稱牛糍粑，音譯為糍怀（ciz vaiz）。其中「糍浪疊」的「浪」（langx）是「洗」，「疊」是「鐮刀」。南部壮语区一般在农历十月初二举行，右江河谷、红水河流域、南宁市所属各县多在农历的十月初十，也有在十月十五、十六的。這時收割已經完畢，一切都豐收了，人們在收成稻穀後休息，把新米製成糍粑用作祭祀，並一起歡慶豐收，他們會请师公（祭司）跳师公舞，並祭敬祖先、天神、土地神「萨王」等，感谢保佑丰收。家家戶戶杀鸡、打鱼、做糯米饭、黃糍粑，準備土酒招待客人，且會載歌載舞慶祝。除了在家中神龕祭祖外，還會去掃墓，在墓前供獻五色糯米飯，在墳頭遍插紙錢。親戚之間會互相串門，已出嫁的女兒也會回娘家。這節日所做的糍粑是圓形黃糍粑，是以新收的糯米加入黃薑或黃花汁製成，黃色代表土地，圓形代表圓滿，表達了他們對土地的感恩。
除了慶祝農作物豐收外，這天也是青年男女慶祝播下的愛情種子經一年辛勤耕耘後收穫的日子，桂西的馬山、上林、忻城、都安一帶的壯族地區，幾乎每個村寨都有青年男女在這天舉行婚禮，因此又稱為雙喜節。依據壯族的傳說，這是壯族始祖布洛陀所規定的，在這重十節結婚就多子多福。

### 彝族
廣西那坡縣的彝族也會過十成節，彝語稱庫史，又譯庫斯，“库”即年、“斯”即新，即新年。又稱為十月年、小年、慶豐節，漢族有時稱之為彝族年、彝年，有些村寨定於十月初十，有些則由畢摩（祭司）在十月內擇三天吉日舉行，是僅次於火把節的重大節日。過節前人們會打柴，准备过年的食物和催养猪隻。過節前一天稱為「觉罗基」，人們全家团聚，杀猪杀鸡，庆贺当年人丁兴旺，来年吉祥安康。
節日的第一天會舉行隆重的祭祖儀式，清晨由德高望重的老人“点烟火”，用袅袅的青烟通知祖靈回家；除了女主人留守家中外，全村男女老少喜气洋洋簇拥着杀猪能手“翁色尔古”依村中輩份高低長幼逐户殺豬，各家會用豬胆、胰、尿包占卜家宅的吉凶，以猪胆饱满、色泽好，胰平展，无缺陷，尿包丰满为吉祥。然後男主人會取部分猪肝、猪肉、豬肾、豬舌、豬胰与荞粑一同烧煮，端至火塘上方祭祖，稱為「舍富」，並用"祭祀调"歌颂祖先，表達緬懷祖先的感情。之後全家聚在一起吃饭，稱為「舍民」，吃飯後男子将猪肉切成条块，妇女们灌制香肠，将鲜肉和香肠挂在火塘上烤烤，以展示主人家的猪肥人吉祥。 傍晚再以煮熟的砣砣肉和荞粑粑再次祭祖，祈求来年丰收、平安。這天又會把五月十六忌孔节里封存的樂器启封。
第二天稱為「朵博」，意为月首。這天早上主人會用豬心、豬肺搗爛，放在锅里将油熬出来后，再放入水、豆芽、笋煮心肺三鲜汤，全家享用。然後婦女會组织全村孩子祭果树，每个孩子要带猪前蹄一隻及意节粑（细玉米粑）等，再选一棵丰茂的果树，由一孩子上树扮树神，婦女再帶領其他孩子祈求树神要多结果子和保佑孩子们健康成长等，孩子们带来的肉食會切成小片，放在树丫上或树皮之中。這天又會进行赛马、盪鞦韆、蹲斗、角力等娱乐活动。中年男子則到處串門，一般数十人一组挨家挨户拜訪，为主人唱歌慶賀，妇女則留在家中，端上泡水酒，招待客人。小孩又會玩「翁西那姑革」遊戲。年輕男女盛装打扮，聚在一起奏樂、唱歌、跳舞、摔跤、跳锅庄慶豐收直至入夜，依然圍著篝火，載歌載舞，一直玩樂至通宵達旦。
第三天是送祖，稱為「阿普机」，人们早上以热饭菜送祖灵回归祖界，並为祖灵準备好盘缠、干粮，又把燕麦倒在畜槽中，象征餵飽祖灵的灵马。這時男主人會向祖灵祈求保佑来年家庭平安、五谷丰登、六畜发展。下午由婦女出去串門拜訪，男子在家接待客人。3天的節日过完后，已婚男子會背上大块的猪肉膀子（一般分成三、五、七块）、酒、糖、千层饼、炒面、鸡蛋等到岳父岳母家拜訪。

### 哈尼族
哈尼族稱這節日為扎勒特，是該族一年內最盛大的節日，由十月第一個辰日開始至申日結束。由於哈尼族以十月為歲首，因此這節日除了是慶祝秋收外，也是該族的新年，所以又稱十月年。這時雞肥豬壯，農作物已經收穫入庫，過節前人們打掃乾淨地方。第一天称为“美首扎勒特”，人們身穿盛裝，敲響鑼鼓，並舂糯米製作糍粑、蒸年糕、做染黄糯米，屠宰雞、豬等禽畜，準備豐富的過節食品献天地祖宗和祭祀龍樹林。家家戶戶在早上都會在屋外殺一隻公雞並就地煮熟，然後全家享用，不能帶進屋內，稱為“当欧夺”。這天人們又會去村中廣場盪鞦韆，認為這樣可以使人終年幸福安康。之後一連數天，人們會到處探訪親友，繼續有盪鞦韆，還有摔跤、對歌、鬥牛等。節日期間每天早上吃早飯前，家家戶戶都要用小簸箕抬着一盅酒、三个团子送到村口倒掉，意为向祖宗敬献，然後再将三个团子和一丁点肉送到同宗辈分最高的人家去，表示敬老。節日中又會擺下宴席，人們會互相走訪，有未婚兒子的家庭會趁機請媒說親，已出嫁的女性也會帶酒、肉和粑粑回娘家過節。老年人會輪流到女兒收到聘禮或回娘家的人家探訪和分享禮品。
在雲南省普洱市墨江的部分哈尼族在節日期間會整個家族自帶食品聚餐，前一年出嫁的新娘會集于村外山野里互相诉说自己的新婚生活，严禁男子偷听。
紅河的部份哈尼族有打石子的習俗，節日期間每天都會舉行，年輕男子和小孩都會參與，姑娘則為他們準備石子。由山溝隔開的兩條村各以一片山坡為陣地，互相向對方拋擲鳥蛋大小的石子，他們認為被打中越多，就象徵明年的果實收穫越多，來年就越好運。若半途逃走則不吉利。每天的「戰鬥」至天黑才會結束，一些人會留下準備第二天用的石子。
有些地方在節日的第三天起，全寨按戶分成三組，每天下午輪流舉行「资乌都」活动，“资”是酒，“乌”是盛大、欢乐的意思，“都”是喝，即「盛大歡樂酒會」的意思。接近黃昏時，各戶當家男子會用小簸箕端出美味佳肴和焖锅酒，沿“街心”按顺序摆在铺好的长竹篾上，擺下長長的宴席。資烏都開始時，人们推举出德高望重、儿孙健在、勤劳耕种、善于治家的两位“阿窝”上坐，各家当家男子沿宴席盘腿围坐。之後阿窩唸誦祝詞，人們叫「沙收羅」，祝賀五穀豐登，人畜康泰。然後由阿窩領頭跳舞，其他人喝酒吃肉，待阿窩繞席跳舞一週後，就以離阿窩座位遠近為序離席跳舞。這活動一直舉行至節日最後一天。

### 京族
無論在中國還是越南境內的京族人都在十月初十過十成節，稱為節重十（節重十）或節雙十（節雙十），這天也是醫生節，他們會在這天以新米、餅及綠豆沙拜祖先和供奉田頭公和祖宗，酬謝他們保佑禾苗豐收。然后全家吃新米飯，吃時要關上門，不給風吹。也會採藥，還會散錢給醫生、巫師、靈媒等，祈求保佑全家健康。部份地區如越南富寿省临洮县山韦乡還會祭祀城隍，到城隍廟擊鼓。

### 苗族
十成節是苗族最重要的節日，稱為罷穀節，這節日又稱為祭仰節，名稱由來是他們的主祭神是男性始祖姜央的妻子仰妮。人們經过一年的辛勤劳作之后喜获丰收，就欢聚一堂祭祀祖先、神灵，载歌载舞。其隆重程度有如漢族的新年，因此又被漢人俗稱為「苗年」。並非所有苗族族群都在十月初十當日開始慶祝，有些是在十月初至十月中選其中一個地支日開始過節。
苗族人在過節前七天開始釀酒，到節日早上，晚輩會做好神饌擺在火塘邊的灶上祭祖，並會在牛鼻子上抹些酒酬謝牠們在過一年來辛勤工作。青年男女盛裝打扮跳起踩堂舞，入夜後參與遊方。整個節慶活動會延續十幾天。
廣西桂林資源縣五排地區的苗族人在十月初十前後過節，各苗寨的族老會用竹筷将供碗中的酒洒向天空、地面及四周，以感谢上天和大地的使今年豐收的恩赐，同时祈求来年也能五谷丰登，六畜兴旺。仪式后，年轻人围堰堵鱼，其余人集体聚餐。餐后，寨民聚集起来通宵达旦地唱《呢呐呢》《大山歌》等民歌。
貴州雷山縣的苗族人在十月第一個辰日開始節慶活動，直至丑日，整個節慶活動才結束。在卯日之前幾天人們就去自己的稻田撈三、五斤鯉魚，製成辰日早上食用的凍魚。到寅日就會殺豬吃泡湯。卯日則是打糍粑。到辰日早上，男人起床煮饭、杀鸡，以猪、鸡、鸭、鱼等肉以及酒和糯米饭、糍粑祭祀祖宗和家中的神靈，以及村外的保爷桥、保爷凳、岩菩萨、保寨树等。有的还特别由一老一少带上纸钱糯米饭摸黑出门祭果树。年輕女性這天不做家務，起床後會登上木梯梳头，向上登三级，背朝楼外面向楼板，向下梳头，落下的头发要细心捡起来捆好备用。之後各人一起聚集享用主人在天亮前已做好的「龍晨飯」，吃飯後到處串寨喝酒，互相祝福，慶賀五穀豐登。這天不能掃地、倒水，吃飯時也不能泡湯、吹氣，他們認為這樣代表來年會田、土、莊稼會被風吹或水淹，不吉利。翌日是巳日，姑娘们起来挑水时先从家里点香一根或三根，带上纸钱糯米饭和肉到水井边祭祀井神仰阿莎。苗族人認為起得越早，梳头越快，抬水越早的姑娘妇女越勤快。這天會在鬥牛、鬥雞、鬥鳥等動物格鬥活動。另外還有跳銅鼓活動，由申日跳到丑日，整個節慶就圓滿結束。
由於重十節與盤王節（慶古堂）日期接近，有些地區合把兩個節日合併。如湖南邵陽城步苗族自治县白毛坪乡卡田村就把這節日直接稱為「慶古堂」，兩年一小慶，三年一大慶；小庆为一天一夜，大庆为三天三夜。除了祭祀祖先、酬謝神恩、慶祝豐收外，還有以苗族傳統民俗樂器伴奏的說唱、舞蹈等活動。

### 大和族
日本稱十成節為十日夜（日语：十日夜），在明治維新後的日本是少數仍然依照農曆日期慶祝的節日，主要見於北關東至甲信越地方、東北地方南部，相當於關西地方的亥之子。當地人認為這天是送田神歸山的日子，人們會用麻糬祭祀田神，在這天感謝田神保佑稻米收穫，並祈求明年豐收。部份地區視這天為蘿蔔的新年（大根の年取り），在這天不能踏進蘿蔔田，也不能吃蘿蔔，並且相信這天聽到切蘿蔔的聲音就會死亡；有些地區會用蘿蔔祭神。
長野縣有在庭院供奉稻草人的習俗，他們認為田神依附在稻草人上面，這天會為稻草人穿上蓑衣、戴上斗笠，兩手分別持掃帚、草耙，並用麻糬和兩根蘿蔔供奉縣內部份地區會把稻草人帶回家中，而縣內的東筑摩郡會用筲箕盛載連葉的蘿蔔和麻糬放在庭院祭神。同縣諏訪地方認為這天是稻草人神升天的日子，而同縣南安曇地方則認為這天稻草人在這天完成守護田地的任務並化為山神歸山。
在群馬縣、埼玉縣，孩子會用稻草束成的「鐵砲」，逐家逐戶到訪，用稻草鐵砲打地面，有驅趕鼹鼠的意思。當中埼玉縣的秩父地方由十月初九就開始過節，至十一日才結束，當地把初九日稱為「亥子之日」（亥子の日），十一日以亥子餅供神，人們會互相祝賀。